# Chleba i igrzysk
Chleba i igrzysk (łac. panem et circenses) – hasło rzymskiego pospólstwa domagającego się rozrywek i zaspokojenia potrzeb materialnych. Jego uznane autorstwo należy do Juwenalisa, który zawarł je w swych satyrach (Satirae 10, 81). 

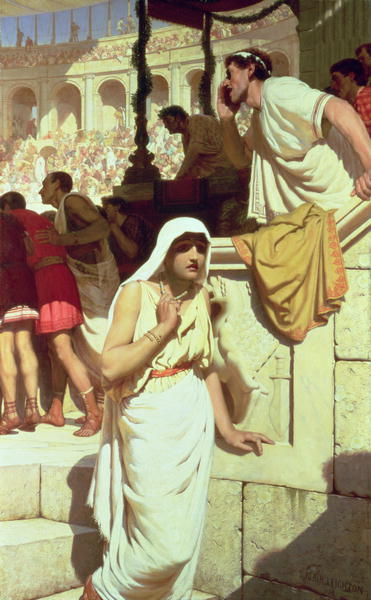
Publiczność rzymskiego amfiteatru podczas widowiska (mal. Edmund Leighton, 1884)

Żądania te spełniano m.in. organizując wielkie widowiska cyrkowe z udziałem zwierząt (tzw. venatio) oraz walk gladiatorów, podczas których rozrzucano w tłumie monety, a także poprzez organizowanie publicznych uczt dla tysięcy obywateli miasta. Rozdawano też produkty żywnościowe (chleb, zboże) lub pieniądze poszczególnym osobom w postaci tzw. congiarium. Rozdawnictwo tego rodzaju było na wzór Rzymu praktykowane również przez bogatych obywateli innych miast imperium; szczególną jego formą były fundusze alimentacyjne wypłacające zapomogi dla sierot.
Widowiska, będące początkowo tylko uzupełnieniem ceremonii religijnych, wkrótce przekształciły się w samodzielne imprezy, do których okazji dostarczały liczne święta i dni wolne w kalendarzu Rzymian. Ze względu na masowy udział ludności, z czasem stały się skutecznym narzędziem nie tylko propagandy, lecz i cesarskiego absolutyzmu, w jego prewencyjnej polityce zapobiegania rozruchom i przejawom niezadowolenia w bezczynnym życiu poddanych. 
Praktyka organizowania publicznych rozrywek i rozdawnictwa wynikała mniej z pobudek humanitarnych, a bardziej miała na celu łagodzenie napięć społecznych i zyskanie popularności niezbędnej w działalności politycznej, a nawet odwracanie uwagi społeczeństwa od działań polityków. Ponadto przyczyniała do wzmocnienia poczucia więzi społecznych pomiędzy obywatelami, a dla cesarzy podobny kontakt z ludem stanowił okazję do poznania panujących nastrojów i stwarzał możliwość łatwego wpływania na opinię publiczną.
Do najhojniejszych donatorów należeli m.in. Sulla, Juliusz Cezar, Pompejusz czy cesarz Trajan, który miał być autorem cytowanej przez Frontona opinii: „Lud rzymski można utrzymać w spokoju tylko rozdawnictwem zboża i igrzyskami” (Principia historiae 18).
Także w prowincjach uleganie żądaniu „panem et circenses” stanowiło wspólną cechę większych miast cesarstwa, gdzie widowiska organizowane były zarówno przez dostojników ubiegających się o miejscowe urzędy, jak i przez nowo wybranych urzędników miejskich. Znaczny popyt zachęcał też zamożniejszych i przedsiębiorczych obywateli do podejmowania się zyskownej funkcji organizatorów widowisk.  
Wyrażenie to współcześnie używane jest jako przenośnia oznaczająca brak szlachetniejszych celów, z pragnieniem zaspokajania jedynie prymitywnych potrzeb hedonistyczno-materialnych. 
Do hasła tego ma nawiązywać nazwa fikcyjnego państwa Panem z powieści Suzanne Collins Igrzyska śmierci.